# هوغو وليامز
هوغو وليامز (بالإنجليزية: Hugo Williams)‏ هو صحفي بريطاني، ولد في 20 فبراير 1942.